# Neotephria ramalaria
Neotephria ramalaria là một loài bướm đêm trong họ Geometridae.